# Блукаючий народ
 «Блукаючий народ»  (Роман-подорож у часі і просторі) — тревелог, книга, яка розповідає про найстарішу в світі українську діаспору, яка вже понад 250 років проживає у Сербії, яка не тільки не розчинилась поміж своїми значно могутнішими сусідами, але й зберегла рідну мову, віру і національну свідомість.
Спеціальна премія конкурсу «Коронація слова 2012»

## Автори
Текст написав відомий український письменник, журналіст, драматург Олександр Гаврош на основі документальних матеріалів та його особистих вражень від подорожі 2009 року у Воєводину (Сербія), де проживає найзагадковіша гілка українства — 15 тисяч руснаків (як в той час називали себе українці Західної України).
Книга проілюстрована 81-ю фотографією, авторство яких теж належить Олександру Гавришу.
Оригінал-макет обкладинки Юрія Волгіна.
Книгу 1000-м тиражем видало київське видавництво «Нора-Друк».

## Зміст
Книжка «Блукаючий народ» розповідає про відому тільки вузькому колу спеціалістів українську діаспору на Балканах.
260 років тому кілька тисяч українських людей, ще під самоназвою «руснаки», виїхали із Закарпаття і прижилися у, на той час, південній околиці Австрійської імперії — Воєводині (тепер частина Сербії).
Нині їх там п'ятнадцять тисяч. Це — феномен, коли за два з половиною століття люди не тільки не розчинилися в чужому середовищі, а збереглися і витворили особливу етнічну групу, яка має свій діалект, культуру, греко-католицьку церкву.
За 250 років «Блукаючий народ» це перша журналістська книжка про них.
Книга містить 83 розділи.
Спостереження автора за повсякденним життям руснаків різних прошарків суспільства, досвід спілкування переплітаються в книжці з історичними екскурсами.

## Презентація
Книжка з успіхом була презентована в Україні (Ужгороді, Львові), Словаччині (Пряшеві) і, особливо широко її було представлено, у Сербії, там де збирався матеріал і де живуть герої книжки: Новому Саді, Вербасі, Коцурі та Руському Керестурі, єдиному селі в Сербії, де більшість складають руснаки.

## Руський Керестур

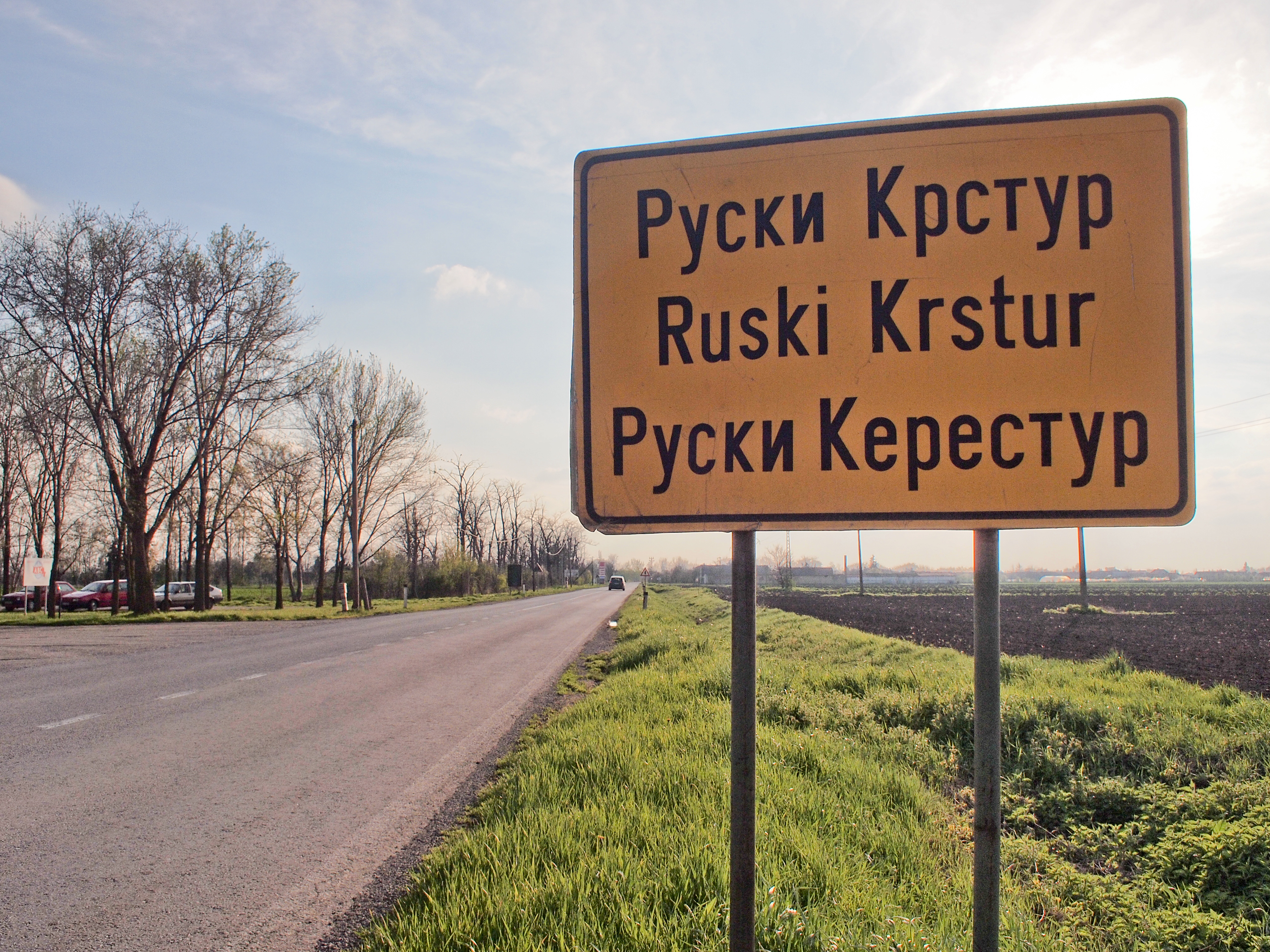
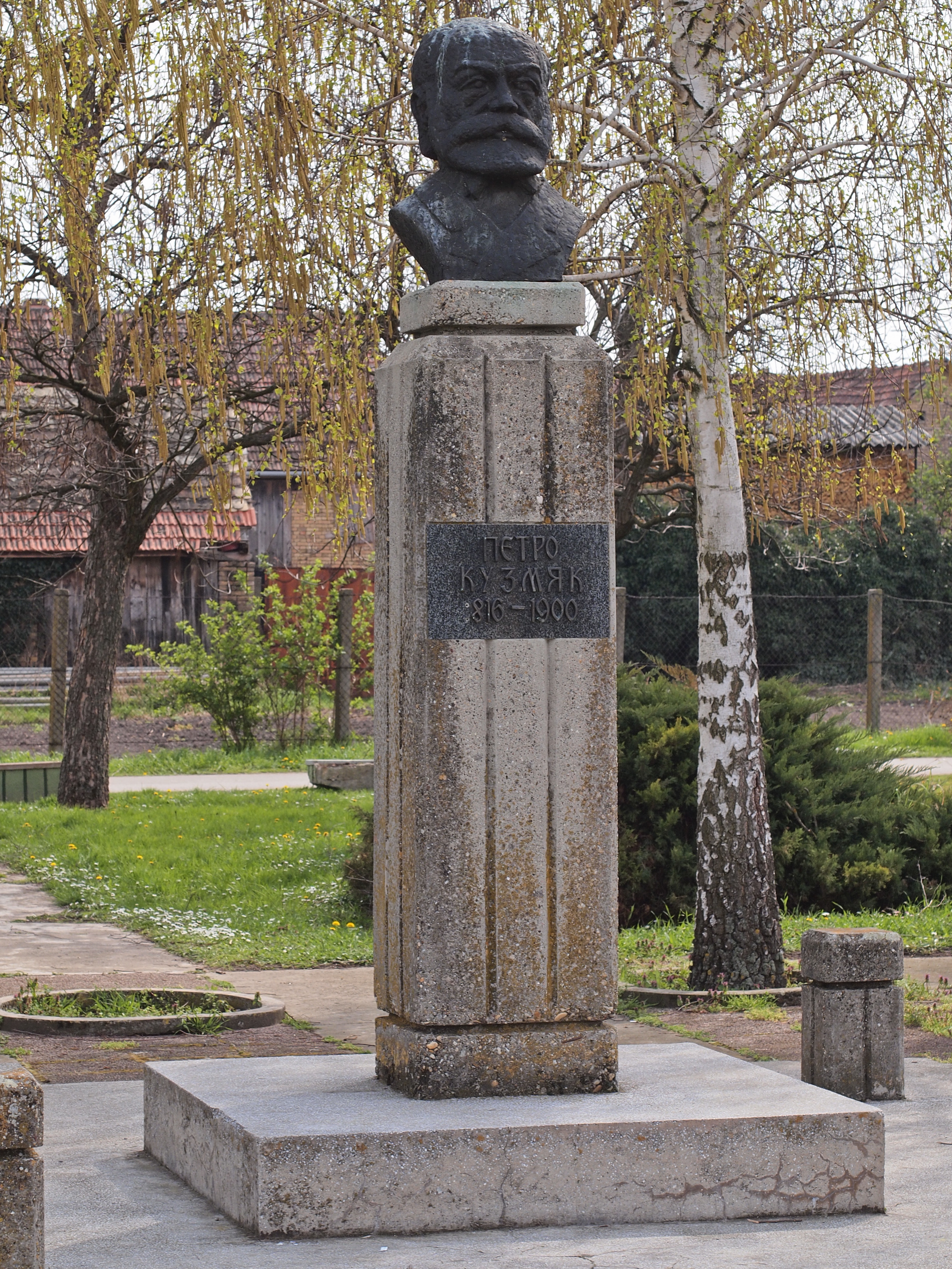
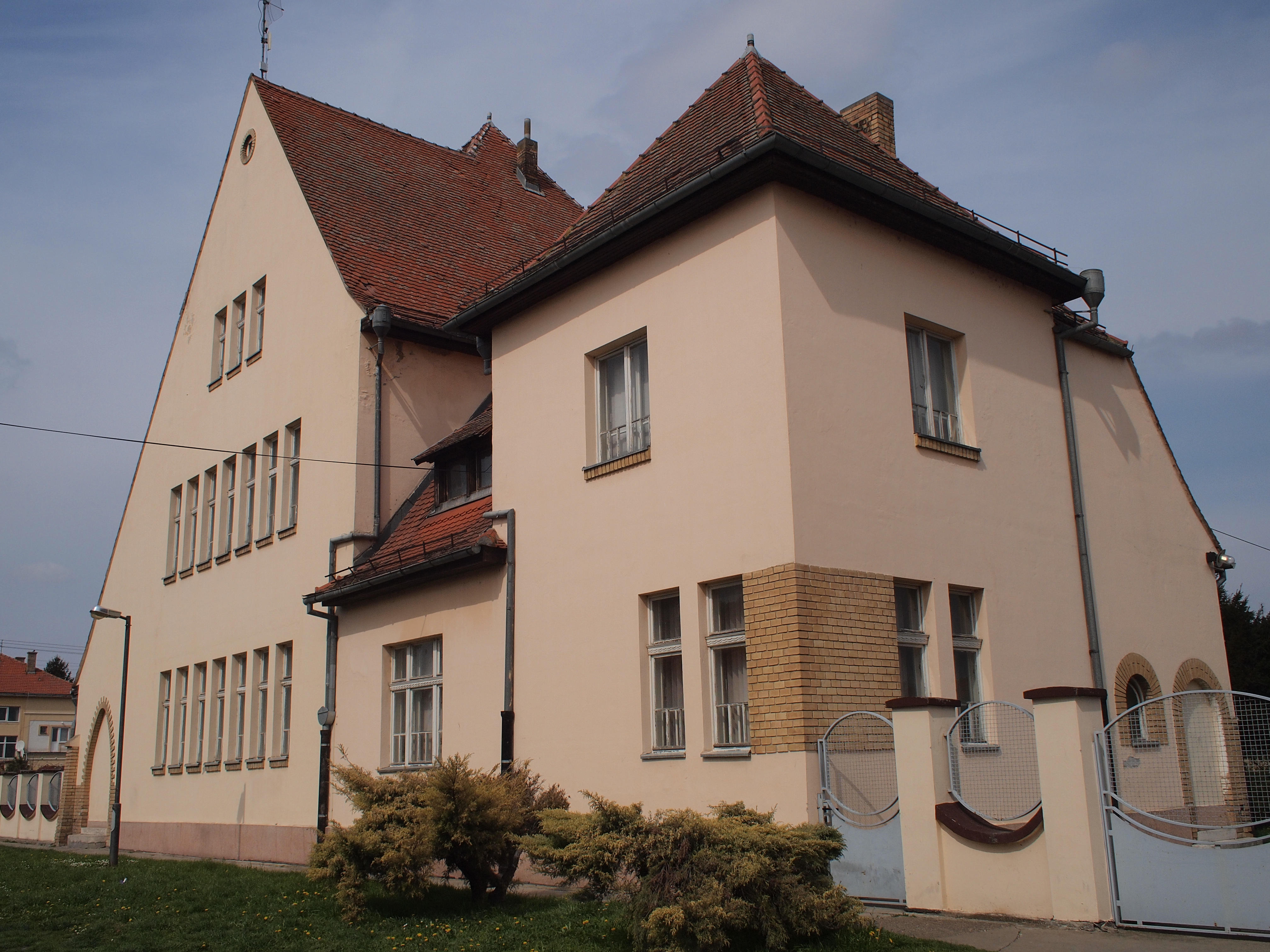
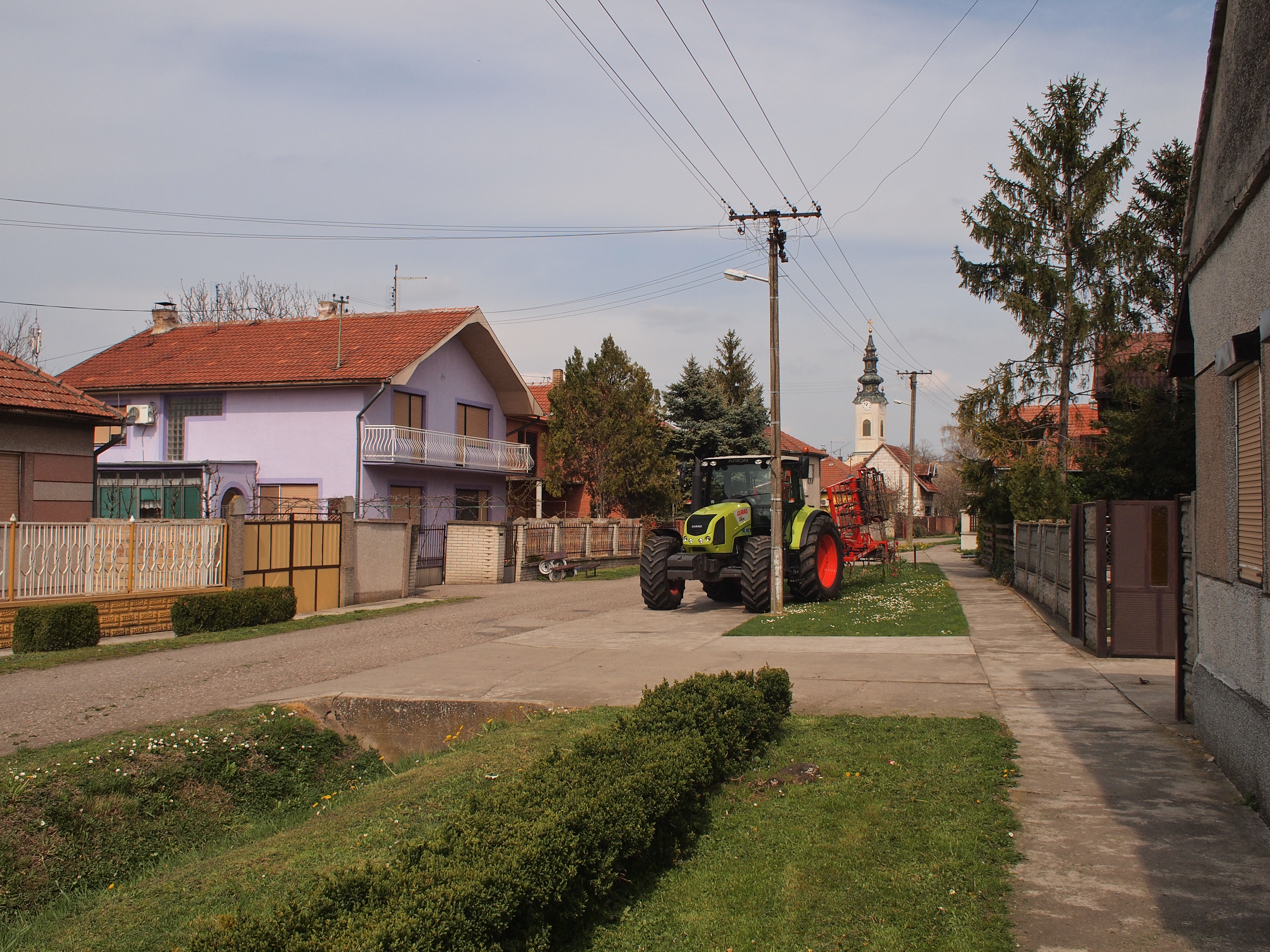
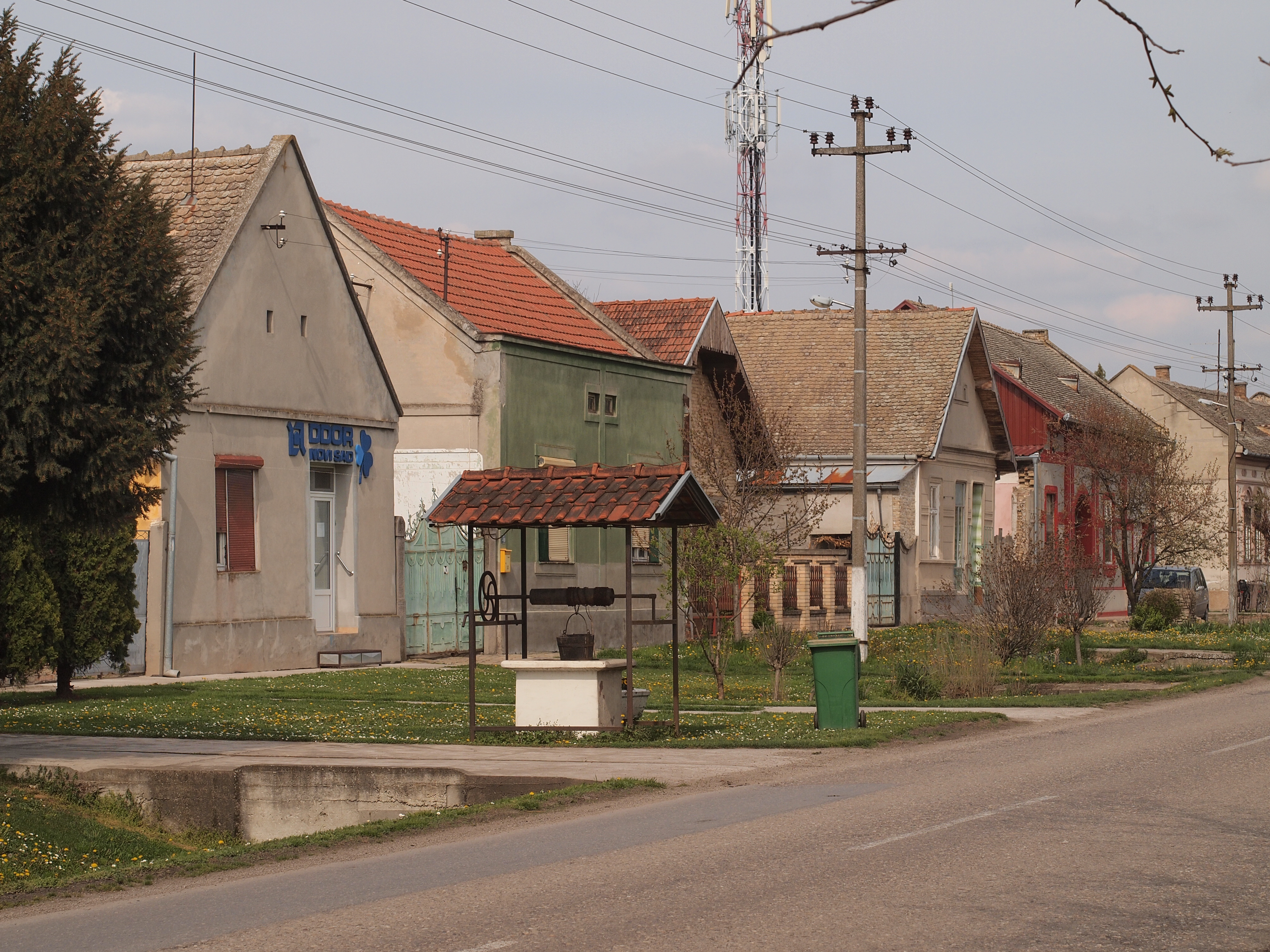
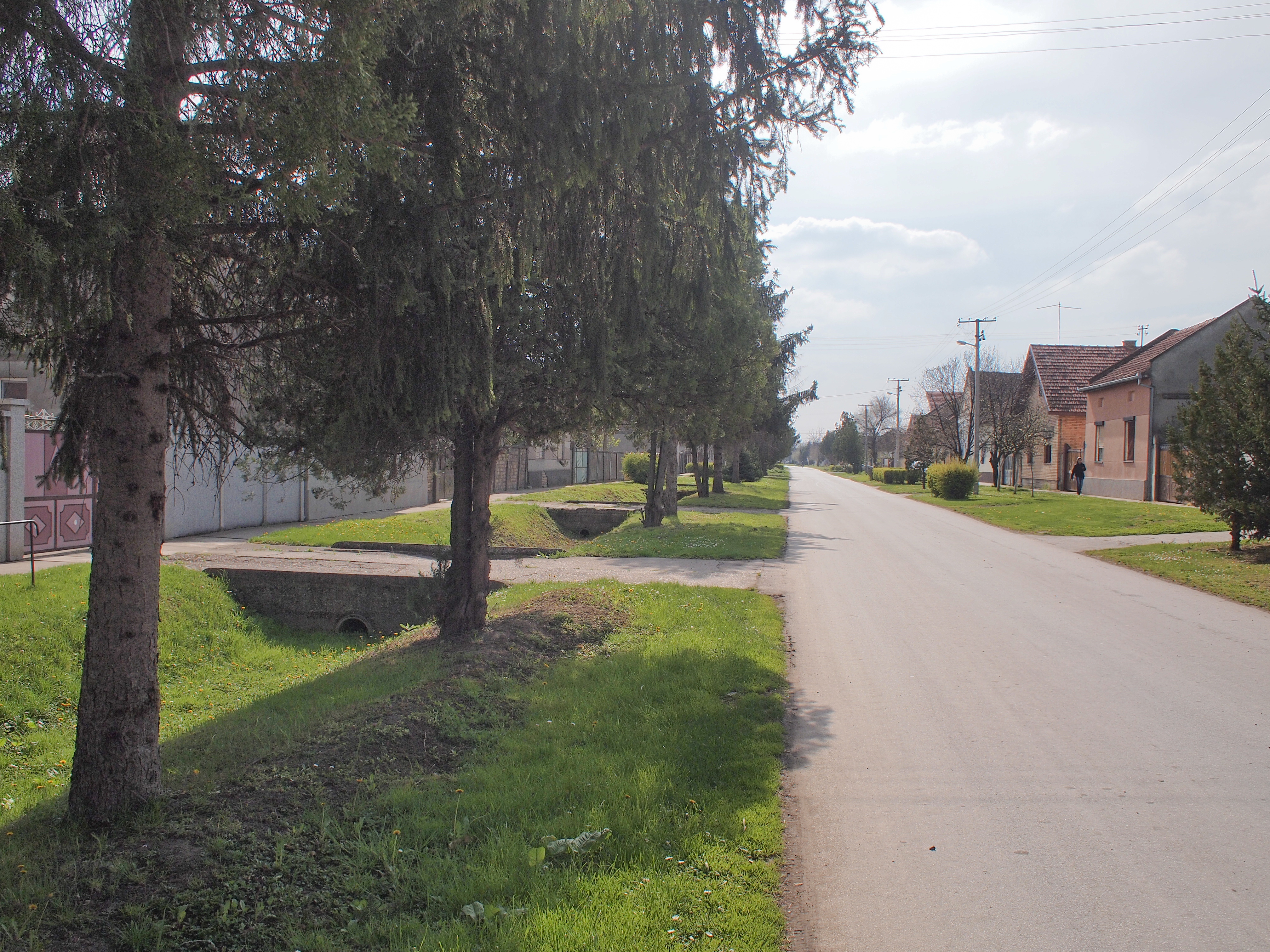

## Деякі руснацькі слова та їх українські відповідники
Жито — пшениця, карий — чорний, туш — душ, віпражніц ше — розрядитися, допівац — нудьгувати, глумец — актор, вредний — працьовитий.